# Трифун Робев
Трифун С. Робев е гръцки партизанин и деец на Народоосвободителния фронт.

## Биография
Роден е в леринското село Айтос. Става член на НОФ. Пленен е през 1946 година и лежи в затворите в Суровичево, Лерин и Солун. След това е интерниран на остров Лемнос за шест месеца. По-късно се връща в родното си село и влиза в редиците на ДАГ. Умира на връх Буковик в борба с гръцките правителствени сили. 